# Essa Eu Fiz pro Nosso Amor
"Essa Eu Fiz Pro Nosso Amor" é uma canção do cantor brasileiro Jão lançada em seu segundo álbum de estúdio, Anti-Herói (2019). Jão escreveu a canção com Pedro Tófani e Los Brasileiros, sendo produzida pelo último com o cantor. Foi lançada através da Head Music e Universal Music em 28 de novembro de 2019 como o segundo single do álbum.

## Antecedentes
O álbum de estúdio de estreia de Jão, Lobos, foi lançado em 17 de agosto de 2018. Em fevereiro de 2019, em uma entrevista com o POPline, Jão afirmou que tinha começado a escrever e trabalhar em seu segundo álbum de estúdio e que lançaria naquele ano. Em julho de 2019, Jão lançou "Louquinho", que estava destinada a ser o primeiro single do seu segundo álbum de estúdio. Em 2 de outubro, Jão confirmou através de um anúncio em formato de carta que havia reformulado o conceito do álbum, que inicialmente contaria com faixas mais alegres, mas que após o fim de um relacionamento que o cantor estava vivendo, as músicas planejadas não combinavam mais com o momento e a vibe que ele estava vivendo.
Junto, ele confirmou que o título de seu segundo álbum seria Anti-Herói, no qual a capa e a data de lançamento foram divulgadas em 9 de outubro através de uma carta nas redes sociais. O primeiro single, "Enquanto Me Beija", foi lançado em 8 de outubro de 2019, juntamente de seu videoclipe. Em uma entrevista para a Rádio Mix FM, Jão anunciou que o próximo single do álbum seria "Essa Eu Fiz Pro Nosso Amor", cujo clipe foi lançado em 28 de novembro de 2019.

## Vídeo musical
O vídeo musical foi lançado em 28 de novembro de 2019 e dirigido por Pedro Tófani. O videoclipe foi inteiramente gravado na Argentina em um formato de vlog e mostra cenas intímistas de Jão se divertindo e fazendo brincadeiras, intercalando com imagens filmadas em pontos da capital Buenos Aires. Segundo revelado pela jornalista Foquinha, haveria no clipe uma cena em que Jão simulava mijar na beira da estrada, mas a fita da gravação acabou por ser destruída por um camburão do exército argentino, já que o local escolhido era uma área militar. Um único frame da cena é visto no clipe durante o segundo verso. O clipe ainda intercala as gravações com alguns frames da gravação do video de Enquanto Me Beija.

## Apresentações ao vivo
Jão incluiu a canção na setlist oficial da Turnê Anti-Herói, servindo como a terceira música do repertório. Logo depois, apresentou a música ao vivo em 11 de dezembro de 2019 no Encontro com Fátima Bernardes, junto com "Enquanto Me Beija". Devido a popularidade da faixa, Jão incluiu "Essa Eu Fiz Pro Nosso Amor" no repertório de lives feitas entre 2020 e 2021, de seu bloco de carnaval do mesmo ano e das turnês Pirata e Super. A música também está presente no álbum ao vivo da turnê relacionada ao álbum.

## Créditos
Créditos adaptados do Tidal.
- Jão - compositor, produtor
- Los Brasileros - compositor, produtor
- Pedro Tofani - compositor